# Kalibanger
Kalibanger is een bestuurslaag in het regentschap Temanggung van de provincie Midden-Java, Indonesië. Kalibanger telt 2050 inwoners (volkstelling 2010).